# Kinrovar
Kinrovar är en udde i republiken Irland.   Den ligger i grevskapet Maigh Eo och provinsen Connacht, i den nordvästra delen av landet, 260 km väster om huvudstaden Dublin.
Terrängen inåt land är huvudsakligen platt, men åt sydväst är den kuperad. Havet är nära Kinrovar åt sydväst. Närmaste större samhälle är Belmullet, 17,8 km norr om Kinrovar. 